# Valerio Nawatu
Valerio Nawatu (Fiyi, 24 de julio de 1984) es un exfutbolista de Fiyi que jugaba en la posición de delantero.

## Carrera

### Club
| Periodo   | Club             |
| --------- | ---------------- |
| 2005      | Nadi FC          |
| 2005      | Navua FC         |
| 2006      | Nokia Eagles     |
| 2007-2009 | Navua FC         |
| 2010      | Lautoka FC       |
| 2011-2014 | Wairarapa United |
| 2015      | Papakura City FC |
| 2016-2017 | Lautoka FC       |

### Selección nacional
Jugó dos partidos en la Copa de las Naciones de la OFC 2008 y anotó un gol en el empate 3-3 ante Nueva Caledonia.

## Tras el retiro
Nawatu fundó un equipo de rugby 7 para participar en el Tabadamu 7s de 2025.

## Logros
- Liga Nacional de Fútbol de Fiyi (1): 2017
- Campeonato de Fútbol Interdistrital de Fiyi (1): 2017
- Batalla de los Gigantes (2): 2005, 2016
- Copa de Fiyi (2): 2008, 2009
- Supercopa de Fiyi (1): 2016